# 7066 Nesso
7066 Nesso é um corpo menor do sistema solar que é classificado como um centauro. Ele possui uma magnitude absoluta de 9,6 e tem um diâmetro estimado de cerca de 58 km.

## Descoberta e nomeação
7066 Nesso foi descoberto no dia 26 de abril de 1993 pelo astrônomo David L. Rabinowitz, trabalhando com o projeto Spacewatch, em Kitt Peak. Ele recebeu seu nome em referência a Nesso, um centauro da mitologia grega. Este objeto foi o segundo centauro descoberto por esse astrônomo (5145 Folo foi sua descoberta anterior), e o terceiro centauro a ser descoberto (2060 Quíron, descoberto por Charles Kowal em 1977, foi o primeiro). O descobrimento de Nesso foi anunciado oficialmente em 13 de maio de 1993, na IAUC 5789 com a designação de 1993 HA2.

## Órbita
A órbita de 7066 Nesso tem uma excentricidade de 0,520 e possui um semieixo maior de 24,504 UA. O seu periélio leva o mesmo a uma distância de 11,757 UA em relação ao Sol e seu afélio a 37,251 UA.